# Marjorie Proops
Marjorie Proops, née le 10 août 1911 et morte le 10 novembre 1996, est une journaliste britannique principalement connue pour ses chroniques de confidences sentimentales qu'elle écrivait pour le Daily Mirror sous le nom de Marje. Elle fut décorée de l'Ordre de l'Empire britannique en 1969.

## Biographie
Elle est née à Woking le 10 août 1911 sous le nom de Rebecca Marjorie Israel, fille aînée d’Alfred et Martha Israel. Plus tard, son père changea leur nom de famille en Rayle, cédant avec résignation aux préjugés de l’époque. Elle passa son enfance au-dessus des pubs que son père tenait à Londres, où la famille s’était installée. Elle était plus douée qu’intellectuelle à l’école, ne brillant véritablement qu’en anglais et en dessin, et possédant une belle voix de contralto. Sur les conseils de ses professeurs, qui lui déconseillèrent de passer le baccalauréat, elle suivit une formation au Hackney Technical College, où elle apprit le dessin — une compétence qui la mena à son tout premier emploi, dans un atelier près de Smithfield, pour un salaire de quinze shillings par semaine. Son mentor à l’atelier était une certaine Rose May, que Marje chercha à imiter en tout : son maquillage prononcé, ses chapeaux extravagants, et même son habitude de fumer sans relâche. Il fallut attendre près d’un demi-siècle et la découverte d’une artère carotide obstruée pour qu’elle renonce enfin à la cigarette — et à ce long fume-cigarette devenu une partie emblématique de son image.
En 1934, elle fit la connaissance de Sidney Proops. Leur engagement fut officialisé trois jours après leur rencontre, et le mariage fut célébré en novembre 1935 à la synagogue de Shacklewell Lane, à Dalston (Londres). Leur union dura cinquante-trois ans et donna naissance à un fils, Robert, en 1941.
Elle résidait à St John’s Wood, dans le nord de Londres, dans une maison élégante mais modeste, restait attachée à ses convictions socialistes, et conduisait une MGB GT avec panache. En 1978, elle fut nommée rédactrice en chef adjointe du Mirror par Mike Molloy, une distinction qu’elle considéra comme son accomplissement professionnel le plus important.
La fin de sa vie fut marquée par de graves problèmes de santé : un accident vasculaire cérébral survenu lors d’un pontage cardiaque en 1979, deux prothèses de hanche, un cancer du sein en 1992, et une dépression sévère en 1986. Elle affronta chacune de ces épreuves avec un courage remarquable, continuant à publier sa chronique sans interruption.
Marjorie Proops est décédée à Londres le 10 novembre 1996. Elle repose au cimetière juif de Golders Green (Golders Green Jewish Cemetery), situé au nord de Londres.

## Travail
En 1939, Hugh Cudlipp la recruta au Daily Mirror pour illustrer des modèles de chapeaux et représenter le journal à Ascot sous le pseudonyme de « Sylvaine ». Pendant la Seconde Guerre mondiale, elle bénéficia d’un contrat de collaboration lui assurant une rémunération hebdomadaire de six guinées. Son premier article journalistique fut publié pendant le conflit dans Good Taste Magazine. Elle fit ensuite ses premiers pas dans le domaine qui allait la rendre célèbre en rédigeant une brochure d'information gouvernementale sur les maladies vénériennes (MST). Elle déclara par la suite que cette expérience avait profondément modifié sa perception du romantisme sexuel.
En 1945, elle rejoignit le Daily Herald en tant que rédactrice de mode, sous la direction de Percy Cudlipp, frère de Hugh Cudlipp. Elle y fut promue rédactrice en chef des pages féminines en 1950. Malgré le fait qu’elle ne maîtrisait ni la dactylographie ni la sténographie, elle rédigeait l’intégralité de ses textes à la main, développant un style accessible, fluide et sans affectation, unanimement apprécié par les lecteurs de tous horizons. Felicity Green, collègue et amie de longue date, affirma qu’il était « aussi bien accueilli par les lecteurs du Times ou du Telegraph que par ceux du Mirror ». Lorsqu’un de ses éditeurs, Bob Edwards, lui demanda si elle bénéficiait d’une aide pour la rédaction de ses textes, elle répondit, en se redressant de toute sa hauteur : « J’écris moi-même chaque mot publié sous mon nom. »
En 1954, Hugh Cudlipp la nomma chroniqueuse au Daily Mirror. Il la décrivit plus tard comme « la première journaliste britannique à jouir d’une reconnaissance instantanée comparable à celle des stars de cinéma ». Sa capacité à instaurer une relation authentique avec ses interlocuteurs rendait sa page singulièrement vivante et humaine. Elle comptait parmi ses connaissances proches Dame Edith Sitwell, Cary Grant, le duc de Bedford, Sophia Loren, ainsi que de nombreuses personnalités politiques, dont elle couvrait régulièrement les conférences. Geoffrey Goodman, éditorialiste au Mirror, déclara : « Dès que Marje arrivait, l’attention se détournait du Premier ministre – y compris Margaret Thatcher – pour se porter sur elle. Et elle adorait cela. Elle était une véritable vedette. » Parallèlement à sa notoriété publique, elle entretint durant vingt ans une relation discrète et passionnée avec Philip Levy, conseiller juridique en chef du Mirror de 1955 à 1970. Bien que profondément attachée à lui, elle n’envisagea jamais de quitter son époux, Sidney Proops, auquel elle resta officiellement fidèle. Elle révéla cette relation pour la première fois à sa biographe Angela Patmore, dans Marje: the Guilt and the Gingerbread (1993), précisant qu’après la mort des deux hommes, c’était son mari qu’elle regrettait le plus.
À la fin des années 1960, sa chronique évolua vers des sujets de société plus graves, en réponse aux lettres de lecteurs traitant de la contraception, des naissances hors mariage, de la toxicomanie, de l’avortement, etc. Elle publiait certaines de ces lettres dans leur intégralité, en y consacrant parfois l’ensemble de sa page. Sa rubrique « Dear Marje », lancée en 1971 dans le Woman's Mirror, rencontra un large succès, incitant Cudlipp à proposer un format similaire pour le Daily Mirror. Bien que sceptique au départ, elle accepta, convaincue par l’enjeu social. Elle constitua une équipe d’experts (médecins, psychologues, forces de l’ordre, représentants religieux) pour garantir des réponses documentées, tout en continuant à répondre personnellement aux cas les plus sensibles, parfois par téléphone. Pour elle, cette tâche relevait moins du journalisme que d’un véritable engagement moral.
Dans les années 1970, elle fut sollicitée par l'État pour siéger dans deux commissions gouvernementales, l'une sur les familles monoparentales, nommée par Richard Crossman, l'autre sur les jeux d'argent, présidée par Lord Rothschild. Elle jouissait d’un grand respect dans les milieux institutionnels : elle fut citée dans la presse nationale, reçut une interview exclusive de la princesse Anne, fut chroniquée par Bernard Levin et s’impliqua dans la campagne du député Leo Abse pour la réforme des lois sur l’homosexualité et les droits de l’enfance. Elle fut faite Officier de l’Ordre de l’Empire britannique (OBE) en 1969, nommée Femme de l’année en 1984, admise au musée Madame Tussaud en 1977, et participa à l’émission This Is Your Life en 1971. Elle travailla dans quatre bâtiments successifs du Mirror, servit sous dix rédacteurs en chef et trois propriétaires, dont Robert Maxwell, avec lequel elle entretint une relation à la fois complice et critique.
Elle devint une journaliste militante, brisant de nombreux tabous. Bien qu’elle ne se revendiquât jamais féministe, elle défendit activement les droits des femmes, l’éducation sexuelle, l’accès à la contraception, les relations hors mariage, ainsi qu’une vision plus tolérante de l’homosexualité.